# Пожарно управление на Лос Анджелис
Пожарното управление на Лос Анджелис (на английски: Los Angeles Fire Department, съкратено LAFD), определяно от някои като градско пожарно управление на Лос Анджелис (Los Angeles City Fire Department), е орган за противопожарна защита на град Лос Анджелис, щата Калифорния, САЩ. Подчивено е на Окръжнното пожарно управление (Los Angeles County Fire Department, LACoFD).
Основано през 1886 г., управлението е високо уважаван орган с повече от 3500 души персонал (униформен и цивилен помощен състав), които осигуряват защита от пожари, борба с огъня, спешна медицинска помощ, техническа помощ, третиране на опасни материали, реагиране при бедствия и аварии, обществено образоване и обществени услуги на близо 4-те милиона жители в осигурявания район с площ от 780 квадратни километра.